# North Lake Provincial Park
North Lake Provincial Park är en park i Kanada.   Den ligger i provinsen New Brunswick, i den sydöstra delen av landet, 600 km öster om huvudstaden Ottawa. North Lake Provincial Park ligger 228 meter över havet. Den ligger vid sjön North Lake.
Terrängen runt North Lake Provincial Park är huvudsakligen platt. North Lake Provincial Park ligger uppe på en höjd. Trakten runt North Lake Provincial Park är nära nog obefolkad, med mindre än två invånare per kvadratkilometer..
I omgivningarna runt North Lake Provincial Park växer i huvudsak blandskog.